# Ranunculus bellus
Ranunculus bellus är en ranunkelväxtart som beskrevs av Merrill och Perry. Ranunculus bellus ingår i släktet ranunkler, och familjen ranunkelväxter. Inga underarter finns listade i Catalogue of Life.